# Bunt we Wradijiwce
Bunt we Wradijiwce, protesty we Wradijiwce – wydarzenia, które miały miejsce w ukraińskiej wsi Wradijiwka w obwodzie mikołajowskim pomiędzy 30 czerwca a 3 lipca 2013 roku. Ich przyczyną był zbiorowy gwałt i usiłowanie zabójstwa 29-letniej mieszkanki wsi Iryny Kraszkowej dokonane przez dwóch miejscowych milicjantów, Dmytro Poliszczuka i Jewhena Dryżaka, a także taksówkarza Serhija Rjabynenkę.
Odmowa sądu oraz milicji wobec żądań zatrzymania jednego z podejrzanych spowodowała masowe wystąpienia mieszkańców Wradijiwki. Po masowych protestach, którym towarzyszył szturm na komisariat milicji, zwolniono ze stanowiska Prokuratora Rejonowego rejonu wradijiwskiego, a także komendanta rejonowego milicji we Wradijiwce oraz naczelnika Oddziału Obwodowego Ministerstwa Spraw Wewnętrznych w obwodzie mikołajowskim Walentyna Parseniuka.

## Przyczyny protestów
27 czerwca 2013 roku mieszkanka wsi Wradijiwka, hospitalizowana w Centralnym Szpitalu Okręgowym oświadczyła, że wieczorem poprzedniego dnia została zgwałcona i ciężko pobita. W swoim zeznaniu wskazała jako sprawców dwóch miejscowych milicjantów i jednego taksówkarza. Według ofiary, 26 czerwca około północy, wracając z dyskoteki, została siłą wciągnięta do samochodu i zawieziona do lasu. Tam została zgwałcona przez milicjantów, a później dotkliwie pobita przez taksówkarza, co spowodowało u niej poważne obrażenia, w tym pękniętą czaszkę. Pomimo odniesionych ran, poszkodowanej udało się dostać do najbliższego domu, którego mieszkaniec wezwał karetkę, jaką została przewieziona do Centralnego Szpitala Rejonowego we Wradijiwce. Ofiara wymieniła także dane napastników: kapitana milicji Jewhena Dryżaka, porucznika Dmytro Poliszczuka i taksówkarza Jewhena Rjabynenkę. Później, podczas identyfikacji, która miała miejsce na oddziale szpitalnym, w którym leczyła się ofiara, ponownie wskazała ona na Jewhena Dryżaka.
Następnego dnia zatrzymano tylko dwóch mężczyzn podejrzanych o gwałt. Prokurator Rejonowy rejonu wradijiwskiego potwierdził później, że jeden z zatrzymanych był funkcjonariuszem milicji. Zatrzymano porucznika Poliszczuka, który jest bratankiem ówczesnego Prokuratora Rejonowego rejonu zawodzkiego w mieście Mikołajów oraz taksówkarza Serhija Rjabynenkę.
Kapitan Jewhen Dryżak nie został zatrzymany, ponieważ według zeznań pięciu kolegów z pracy miał on wówczas pełnić służbę, a kamery monitoringu na dyżurce nie zarejestrowały jego wyjścia. Później odkryto jednak „tylne drzwi” na komisariacie, przez które kapitan Dryżak mógł przejść niezauważony, omijając monitoring, ponieważ kamery nie zostały zainstalowane w tej części budynku.
Innym czynnikiem stojącym za wystąpieniami miejscowej ludności było nieujawnianie sprawców gwałtu i zabójstwa 15-letniej uczennicy Aliny Porkul z Wradijiwki, w którą również byli zamieszani milicjanci, w tym Dryżak i Poliszczuk.

## Protesty

### Początek wystąpień

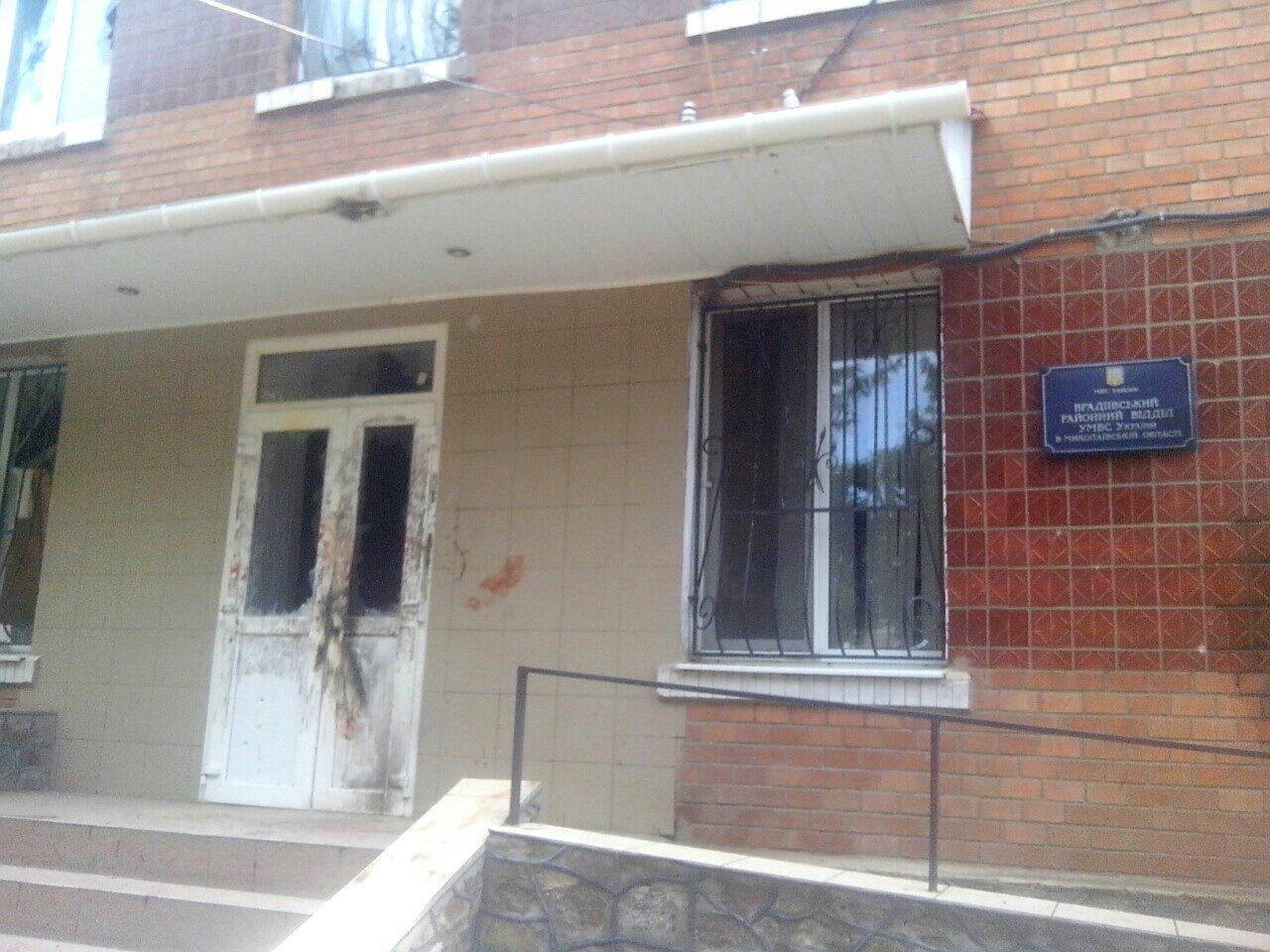
Komisariat we Wradijiwce po szturmie mieszkańców

30 czerwca 2013 roku mieszkańcy Wradijiwki udali się pod komisariat z żądaniem zatrzymania wskazanego przez ofiarę kapitana milicji Jewhena Dryżaka. Do wsi przybył oddział jednostki specjalnej Berkut.
Wieczorem tego samego dnia przed budynkiem Sądu Rejonowego odbył się wiec okolicznych mieszkańców, w którym wzięło udział ponad 300 osób, domagających się aresztowania gwałcicieli. Adwokaci zatrzymanych zwrócili się do sądu z wnioskiem o zwolnienie ich klientów za kaucją. Jak podaje portal „Priestupnosti.niet” („Nie przestępczości”), sytuację we Wradijiwce pogarszał fakt, że ani sołtys, ani kierownik Rejonowej Administracji Państwowej (według polskiej terminologii starosta), ani inni przedstawiciele władz samorządowych nie wyszli do mieszkańców, za to oddziały milicji z okolicznych terenów były gromadzone i wysyłane do Wradijiwki. Kiedy późnym wieczorem dwóch zatrzymanych próbowało wydostać się z sądu w więźniarce, tłum zablokował drogę samochodom, a do budynku sądu wleciały kamienie i jajka. Milicja z trudem usunęła podejrzanych z miejsca zdarzenia.

### Szturm na komisariat

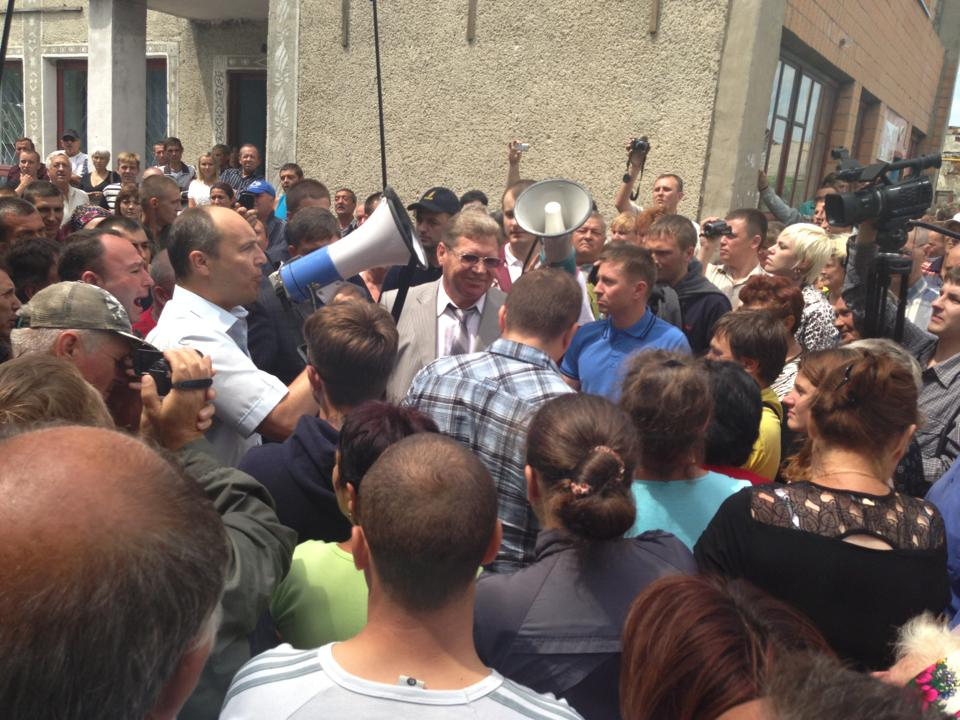
Protestujący wyganiają z wiecu kierownika Obwodowej Administracji Państwowej Mykołę Krugłowa

Już 1 lipca o godz. 19:00 pod komisariatem we Wradijiwce zebrało się ok. 1000 mieszkańców Wradijiwki z żądaniem aresztowania kapitana Jewhena Dryżaka. Około godziny 21:00 do demonstrantów udał się naczelnik Oddziału Obwodowego Ministerstwa Spraw Wewnętrznych w obwodzie mikołajowskim gen. dyw. Walentyn Parseniuk. Dostrzegłszy na terenie gmachu MSW Jewhena Dryżaka, wściekli mieszkańcy chwycili za kije i kamienie, po czym próbowali włamać się do budynku. W odpowiedzi milicja użyła gazu łzawiącego, aby odeprzeć atak. Karetka zabrała kilka ofiar, a gdy się ściemniło, miejscowi mieszkańcy wybili szyby budynku MSW. W sprawie ataku na komisariat rozpoczęto śledztwo na mocy art. 296 pkt 4 Kodeksu Karnego Ukrainy („chuligaństwo popełnione przez grupę osób”) oraz na podstawie art. 194 cz. 1 („umyślne zniszczenie lub uszkodzenie mienia”).

## Reakcje
2 lipca 2013 roku minister spraw wewnętrznych Witalij Zacharczenko odsunął od pełnienia obowiązków służbowych komendanta rejonowego milicji we Wradijiwce oraz naczelnika Oddziału Obwodowego MSW w obwodzie mikołajowskim Walentyna Parseniuka. Później okazało się, że Parseniuk został zwolniony z pracy. Tego samego dnia prezydent Ukrainy Wiktor Janukowycz przejął osobistą kontrolę nad śledztwem w sprawie gwałtu na Irynie Kraszkowej prowadzone przez Prokuraturę Generalną Ukrainy.
Również 2 lipca deputowani do Rady Najwyższej Ukrainy z frakcji opozycyjnych zażądali od ministra spraw wewnętrznych niezwłocznego poinformowania posłów o stanie śledztwa. W swoim raporcie minister zaznaczył, że przyczyną protestów we Wradijiwce było „nieodpowiedzialne podejście do wykonywania swoich obowiązków przez pojedynczych pracowników milicji, zwłaszcza dowódców na różnych szczeblach oraz chęć stworzenia fałszywego wrażenia praworządności”, przez co rozumiano zatajenie informacji przez lokalną milicję, co spowodowało, że MSW otrzymało pierwsze meldunki o sprawie dopiero 29 czerwca. Wypowiadając się na temat śledztwa minister zaznaczył, że kontrole zostaną przeprowadzone także w Odessie i Kijowie, cały personel Oddziału Rejonowego we Wradijiwce zostanie zatrudniony na nowo, a do Wradijiwki zostaną wysłani pracownicy ochrony wewnętrznej i wydziału personalnego na oficjalne śledztwo. Zaznaczył przy tym, że niektóre formy protestu wybrane przez mieszkańców Wradijiwki są nie do przyjęcia.
3 lipca frakcje opozycyjne w Radzie Najwyższej wydały oświadczenie domagające się dymisji lokalnych urzędników, w tym naczelnika Oddziału Obwodowego MSW w obwodzie mikołajowskim Walentyna Parseniuka i kierownika Obwodowej Administracji Państwowej (w polskim systemie administracyjnym odpowiednik wojewody) Mykoły Krugłowa.

### Reakcja polityków
Deputowany Hennadij Moskal wyraził opinię, że minister Zacharczenko powinien już w pierwszym dniu protestów pojechać do Wradijiwki, a swoimi niekompetentnymi działaniami lokalne władze wywołały zamieszki, których podłoże narastało co najmniej od 2011 roku, kiedy to zabito miejscową, 15-letnią dziewczynę. Dodatkowo zauważył, że ofiarę powinno się przewieźć do szpitala MSW lub do podkijowskiej Kliniki Objawienia Pańskiego.
Były minister spraw wewnętrznych Jurij Łucenko oświadczył, że po wydarzeniach we Wradijiwce należy zlikwidować lokalny komisariat milicji bez prawa do przywrócenia do pracy wszystkich jego funkcjonariuszy, a następnie zatrudnić całkowicie nową załogę. W odpowiedzi lokalni mieszkańcy wskazywali na to, że nadużycia funkcjonariuszy milicji we Wradijiwce miały miejsce już w 2006 roku, kiedy na czele MSW stał właśnie Jurij Łucenko.
Deputowany Eduard Leonow wygłosił 3 lipca oświadczenie, że „w ciągu ostatnich 3 lat rejonowy oddział milicji [we Wradijiwce] zgwałcił i zabił 5 kobiet. Pięciu mężczyzn było torturowanych i zmuszonych do przyznania się do tych gwałtów oraz morderstw. Trzech z nich się powiesiło, jeden zmarł w domu na skutek zadanych mu ran”.

### Reakcja działaczy i organizacji obywatelskich
Związek zawodowy funkcjonariuszy milicji wydał oświadczenie, w którym złożono kondolencje ofiarom, zauważając, że przyczyną wydarzeń we Wradijiwce były „złożone i głębokie” problemy systemu organów ścigania, które należy rozwiązać na szczeblu państwowym, a milicja musi „oczyścić się ze złych pracowników, którzy hańbią honor i godność funkcjonariuszy organów ścigania”.
Ukraiński Kościół Prawosławny Patriarchatu Kijowskiego wydał oświadczenie potępiające zbrodnię i popierające prawo ludzi do samoobrony, gdy milicja sama dopuszcza się bezprawia.

### Ocena protestów jako przyczyny rozpoczęcia Euromajdanu
Po protestach na kijowskim Majdanie wielu dziennikarzy zaczęło postrzegać wydarzenia na Ukrainie z zimy 2013–2014 jako „ogólnoukraińską Wradijiwkę”, zauważając, że aktywna faza Euromajdanu (po pobiciu studentów) była bardzo podobna do buntu we Wradijiwce.

## Protesty w innych miejscowościach na Ukrainie
| Miasto           | Akcje protestacyjne |
| ---------------- | --- |
| Dżankoj          | 6 lipca pod siedzibą Oddziału Rejonowego Ministerstwa Spraw Wewnętrznych w Dżankoj odbył się wiec pod hasłem „Bandyci i milicja – jedna koalicja”. |
| Dniepropietrowsk | 3 lipca w Dniepropietrowsku odbył się wiec poparcia dla mieszkańców Wradijiwki pod budynkiem Oddziału Obwodowego Ministerstwa Spraw Wewnętrznych. |
| Donieck          | 6 lipca w pobliżu Oddziału Obwodowego Ministerstwa Spraw Wewnętrznych w Doniecku odbył się wiec blogerów i działaczy społecznych. Oprócz wydarzeń we Wradijiwce pojawiły się pytania o bezkarność milicjantów z obwodu donieckiego, którzy popełnili podobne przestępstwa. |
| Zaporoże         | 5 lipca użytkownicy portali społecznościowych zorganizowali pikietę w pobliżu Zaporoskiej Administracji Obwodowej w celu poparcia mieszkańców Wradijiwki. 18 lipca w pobliżu budynku Obwodowej Komendy Milicji Obwodu Zaporoskiego odbył się kolejny wiec poparcia dla mieszkańców Wradijiwki i działaczki obywatelskiej Raisy Radczenko, która została wysłana do szpitala psychiatrycznego na przymusowe leczenie. W pobliżu odbył się także wiec „antyfaszystowski”. |
| Iwano-Frankiwsk  | 4 lipca pod budynkiem Oddziału Obwodowego Ministerstwa Spraw Wewnętrznych odbył się wiec pod hasłem „Jeszcze trochę – a wybuchnie”. Podczas mityngu jeden milicjant został ranny i poparzony przez petardę. |
| Kijów            | 2 lipca na ulicy Bankowej w pobliżu budynku Administracji Prezydenta Ukrainy odbył się wiec poparcia dla protestujących we Wradijiwce, na którym uczestnicy wyrazili poparcie dla działań mieszkańców wsi i domagali się prawa do protestu. 4 lipca w pobliżu gmachu Ministerstwa Spraw Wewnętrznych Ukrainy odbył się fleszmob z żądaniem dymisji ministra spraw wewnętrznych. |
| Krzywy Róg       | 5 lipca odbył się wiec zorganizowany przez weteranów Afganistanu i Ligę Przedsiębiorców Krzywego Rogu. W wiecu wzięli również udział przedstawiciele partii opozycyjnych. |
| Ługańsk          | 4 lipca w pobliżu budynku Ługańskiej Obwodowej Administracji Państwowej odbyła się niewielka pikieta. |
| Lwów             | 2 lipca w pobliżu Oddziału Obwodowego MSW we Lwowie odbyła się pikieta domagająca się ukarania winnych gwałtu. 3 lipca lwowianie zorganizowali drugą pikietę w tym samym miejscu. |
| Mikołajów        | 4 lipca odbył się wiec solidarności z mieszkańcami Wradijiwki w Mikołajowie na placu Lenina. |
| Perwomajsk       | 26 lipca na placu Centralnym w Perwomajsku odbył się wiec przeciwko milicyjnej samowoli, domagający się powołania komisji śledczej w sprawie nadużyć Urzędu Miasta Perwomajska, jego całkowitego rozwiązania, dymisji Ludmiły Nikitiny i odwołania naczelnika Obwodowej Administracji Państwowej w Mikołajowie Mykoły Krugłowa. Następnie protestujący przenieśli się pod budynek Oddziału Rejonowego MSW, gdzie przekazali rezolucję lokalnemu komendantowi milicji. Już przed wiecem rozniosły się wieści, że do Perwomajska sprowadzane są jednostki specjalne Berkutu z sąsiednich obwodów.                                                 |
| Odessa           | 4 lipca na placu Teatralnym odbył się wiec poparcia dla mieszkańców Wradijiwki. Uczestnicy mityngu podpisali petycję w sprawie konieczności wprowadzenia wyborów powszechnych na sędziów i prokuratorów. |
| Symferopol       | 6 lipca w Symferopolu odbył się wiec pod budynkiem Departamentu Głównego Ministerstwa Spraw Wewnętrznych Ukrainy w Autonomicznej Republice Krymu. |
| Charków          | 5 lipca w Charkowie odbyły się dwa mityngi. Pierwszy wiec, zorganizowany przez partię UDAR, odbył się pod budynkiem Okręgowej Komendy Milicji. Drugi wiec, zorganizowany przez użytkowników mediów społecznościowych, odbył się na placu Wolności w pobliżu budynku Charkowskiej Obwodowej Administracji Państwowej. Gubernator Mychajło Dobkin dołączył do protestujących na placu, wdał się w dyskusję z demonstrantami, potępił zbrodnię we Wradijiwce i „bandytów w mundurach”, a także opowiedział o innych głośnych sprawach związanych z milicją, takich jak bójka pomiędzy sędzią a milicjantami w restauracji „Stargorod” w Charkowie. |

### Starcia w pobliżu posterunków milicji w innych miastach

#### Kijów

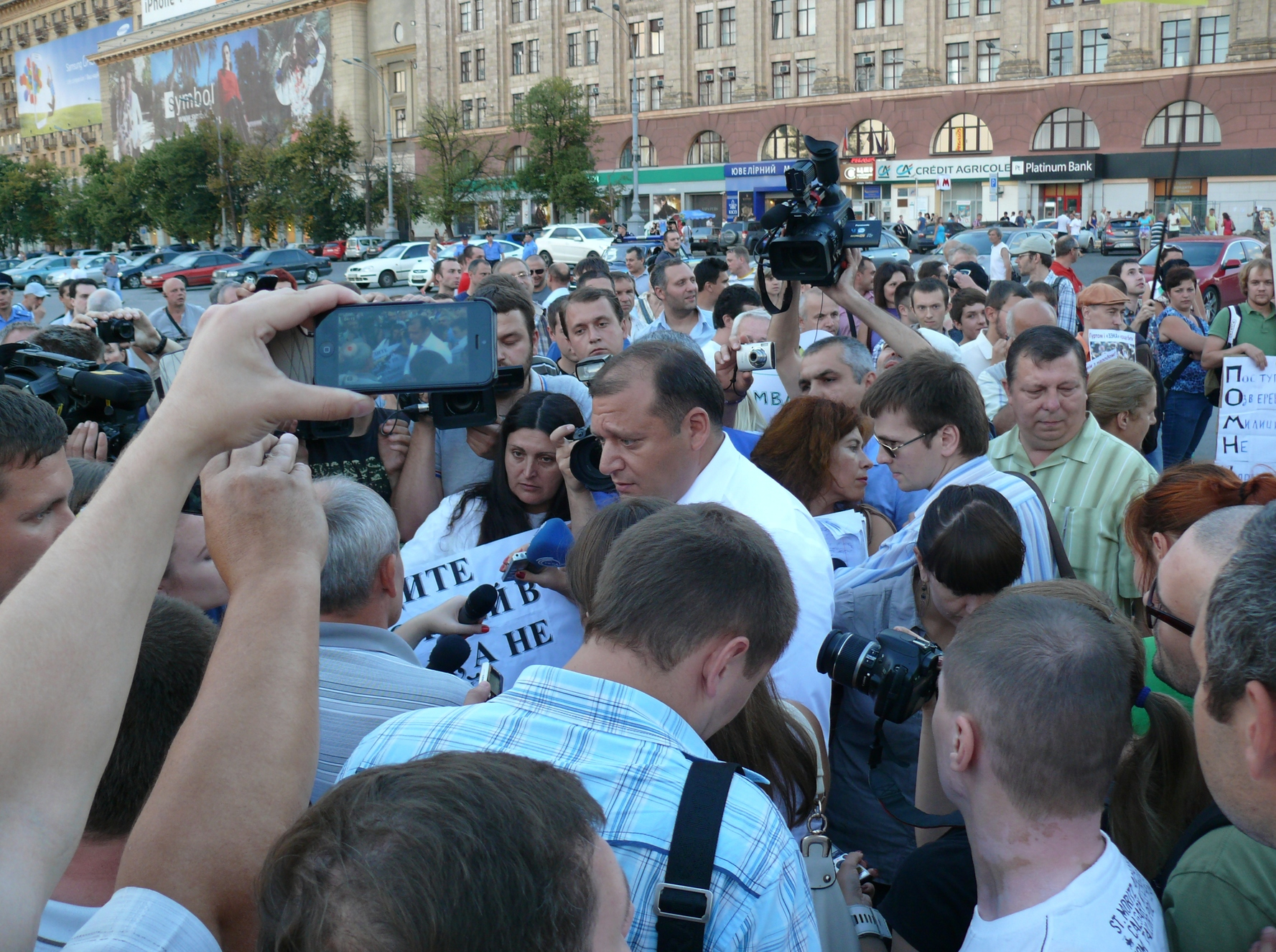
Wiec na placu Wolności w Charkowie 5 lipca 2013 roku przeciwko samowoli milicji w związku z protestami we Wradijiwce

12 lipca 2013 roku podczas demonstracji prywatnych przedsiębiorców i działaczy obywatelskich na targach „Szljach” w rejonie swiatoszyńskim miasta stołecznego Kijowa aktywistka Koalicji uczestników Pomarańczowej Rewolucji ucierpiała na skutek działań milicjanta, którego poprosiła o mówienie po ukraińsku. Wieczorem tego samego dnia pod murami Oddziału Rejonowego Spraw Wewnętrznych rejonu swiatoszyńskiego w Kijowie doszło do masowych starć, podczas których uszkodzono ogrodzenie wokół gmachu, a rannych zostało sześciu funkcjonariuszy organów ścigania.
Następnie milicja wszczęła dochodzenie, aby ukarać tych, którzy zaatakowali Oddział Rejonowy MSW. Później minister spraw wewnętrznych Witalij Zacharczenko oświadczył, że inicjatorzy szturmu na komisariat milicji w rejonie swiatoszyńskim zostaną ukarani, a kijowska milicja poinformowała, że aktywistka pierwsza zaatakowała milicjanta. Natomiast deputowany Wołodymyr Arjew stwierdził, że znalazł „rannych” funkcjonariuszy organów ścigania, którzy symulowali. Aktywiści Społecznego Zgromadzenia Narodowego zaapelowali również do ministra spraw wewnętrznych Witalija Zacharczenki o odwołanie kierownictwa Oddziału Rejonowego Spraw Wewnętrznych w rejonie swiatoszyńskim i rozpatrzenie wszystkich skarg obywatelskich na jego działalność. Rzeczywiście, po protestach miejscowy komendant Jurij Hladyk został odwołany ze stanowiska.
15 lipca odbyła się pikieta Zarządu Głównego MSW w Kijowie z żądaniem obiektywnego śledztwa w sprawie pobicia działaczki Koalicji uczestników Pomarańczowej Rewolucji na kijowskich targach „Szljach” i zakończenia prześladowań działaczy obywatelskich za wydarzenia w rejonie swiatoszyńskim.

### Protesty w Smili
W mieście Smiła w obwodzie czerkaskim podczas poszukiwań miejscowego mieszkańca, którego zaginięcie zgłosił na milicję jego brat, odnaleziono mężczyznę, który wyznał, że był torturowany przez milicję. Następnie zabił jednego milicjanta nożem, a drugiego zranił, po czym popełnił samobójstwo. Prokuratura wszczęła postępowanie karne przeciwko funkcjonariuszom organów ścigania o nadużycie uprawnień. Oburzeni działaniami prokuratury milicjanci i ich bliscy w proteście zablokowali 13 lipca autostradę Kijów-Czerkasy i główną ulicę miasta.

### Zmiany kadrowe
2 lipca został zwolniony komendant rejonowy milicji we Wradijiwce Witalij Synićkyj, a podpułkownik milicji Walerij Koba został mianowany na jego stanowisko. Zwolniono z pracy również Dmytro Poliszczuka i Jewhena Dryżaka. Ponadto 2 lipca został zwolniony Prokurator Rejonowy rejonu wradijiwskiego Serhij Moczałko, przy czym w przeciągu tygodnia został on przeniesiony na stanowisko zwykłego pracownika Prokuratury Rejonowej w rejonie krywoozerskim.
12 lipca odwołano naczelnika Oddziału Obwodowego Ministerstwa Spraw Wewnętrznych w obwodzie mikołajowskim Walentyna Parseniuka, jego zastępcę i naczelnika wydziału personalnego. Łącznie w wyniku oficjalnego śledztwa dziewięciu funkcjonariuszy milicji w obwodzie mikołajowskim zostało zwolnionych, a trzech kolejnych pracowników Ministerstwa Spraw Wewnętrznych dostało oficjalne nagany za nieprzestrzeganie przepisów.

## „Marsz wradijiwski” do Kijowa i wiec na placu Niepodległości
13 lipca członkowie „Marszu wradijiwskiego”, z udziałem posła partii UDAR Serhija Kaplina, przemaszerowali z Wradjiwki do Żaszkowa w obwodzie czerkaskim, gdzie jeden z milicjantów, któremu zlecono ich monitorowanie, napisał wniosek o zwolnienie ze służby i dołączył do marszu.
16 lipca uczestnicy marszu włamali się do Komendy Rejonowej Milicji w Fastowie z żądaniem wpuszczenia ludzi do pomieszczenia, w którym według informacji miejscowych milicjanci torturowali ludzi, po czym pikietowali przez cały dzień, kiedy pod komisariat wezwano oddział specjalny Berkut.
Wieczorem 17 lipca członkowie marszu dotarli do miasta Wasylków, gdzie odbył się wiec przeciwko samowoli milicji, a część uczestników pochodu dotarła w tym samym czasie do Kijowa.
18 lipca pod budynkiem Ministerstwa Spraw Wewnętrznych Ukrainy odbył się wiec, podczas którego mieszkańcy Wradijiwki spotkali się z Witalijem Zacharczenką. Protestujący rozpoczęli później wiec na kijowskim placu Niepodległości.
Późnym wieczorem 18 lipca jednostka specjalna Berkut zaatakowała obóz namiotowy protestujących na placu Niepodległości. Podczas trwających około 40 minut starć zniszczono 2 namioty, a wielu protestujących i dziennikarzy zostało rannych, w tym z 5 kanału.
Następnie siedmiu uczestników zlotu, którzy byli na miejscu dzień wcześniej, zostało ukaranych grzywną w wysokości od 85 do 107 hrywien, a sprawy przeciwko dwóm kolejnym zamknięto z powodu braku corpus delicti. 22 lipca Sąd Rejonowy rejonu szewczenkowskiego w Kijowie początkowo zamknął sprawę o naruszenie porządku organizowania i prowadzania zgromadzeń publicznych, wieców, marszów ulicznych i demonstracji przeciwko organizatorowi „Marszu wradijiwskiego” Wasylowi Lubarecowi, lecz jeszcze tego samego dnia zgodnie z innym protokołem administracyjnym o tym samym brzmieniu został on aresztowany na 10 dni. Później inny koordynator „Marszu wradijiwskiego”, Wołodymyr Iwanow, został ukarany grzywną w wysokości 170 hrywien.
W następstwie tego incydentu Narodowy Związek Dziennikarzy Ukrainy i Niezależny Związek Zawodowy Mediów Ukrainy zaapelowały do prezydenta Wiktora Janukowycza o zbadanie incydentu, w którym dziennikarze zostali ranni, ukaranie sprawców, zwolnienie ministra spraw wewnętrznych Witalija Zacharczenkę i reformę milicji. Oświadczenie domagające się rezygnacji Zacharczenki rozpowszechniła także partia Batkiwszczyna. Niezależny Związek Zawodowy Mediów Ukrainy zaapelował również do Prokuratora Generalnego Ukrainy Wiktora Pszonki o wszczęcie postępowania karnego przeciwko Witalijowi Zacharczence i innym politykom zaangażowanym w rozbicie wiecu na placu Niepodległości i pobicie dziennikarzy.
26 lipca Sąd Administracyjny w Kijowie orzekł, że uczestnikom „Marszu wradijiwskiego” zabroniono organizowania pokojowego wiecu na placu Niepodległości, ale ci odmówili opuszczenia miejsca wiecu. 27 lipca na placu Niepodległości odbył się kolejny wiec przeciwko brutalności milicji, podczas którego według organów ścigania zatrzymano dziesięć osób, a według protestujących sześć osób z flagami państwowymi oraz mężczyznę i kobietę próbujących puszczać balony z przekreślonym portretem Janukowycza. Później sąd ukarał sześciu protestujących grzywną w wysokości 170 hrywien dla każdego.

## Dochodzenie
2 lipca, po spotkaniu z kierownictwem MSW i Służby Bezpieczeństwa Ukrainy, Prokurator Generalny Wiktor Pszonka oświadczył, że zażądał od naczelników tych organów ścigania Witalija Zacharczenki i Ołeksandra Jakymenki sprawozdania z wydarzeń we Wradijiwce i wyjaśnienia, dlaczego w dotychczasowych meldunkach nie było mowy o gwałcie na dziewczynie. Polecił również zintensyfikować śledztwo w sprawie morderstw z ubiegłych lat w rejonie wradijiwskim.
Tego samego dnia okazało się, że porucznik Jewhen Dryżak, którego aresztowania domagali się protestujący i który według ofiary był odpowiedzialny za gwałt, jest przetrzymywany w Prokuraturze Rejonowej w Mikołajowie. Oficjalnie został aresztowany 3 lipca decyzją sądu. 5 lipca sąd w Mikołajowie aresztował zastępcę komendanta milicji we Wradijiwce Michajło Kudryńskiego pod zarzutem mataczenia w śledztwie i ukrywania sprawców gwałtu.
9 lipca Prokuratura Obwodowa w Mikołajowie poinformowała, że w samochodzie taksówkarza Serhija Rjabynenki znaleziono krew Iryny Kraszkowej, a ten zaczął zeznawać, że w gwałcie brali udział Dmytro Poliszczuk i Jewhen Dryżak.
12 lipca opublikowano wyniki dochodzenia wewnętrznego, w których stwierdzono, że „jedną z głównych przyczyn, które doprowadziły do sytuacji nadzwyczajnej z udziałem funkcjonariuszy milicji, była bezkarność i korupcyjna lojalność, na której opierała się przestępcza działalność niektórych pracowników komisariatu we Wradijiwce”.
21 lipca okazało się, że według prawników Iryny Kraszkowej sprawa powinna zostać przeklasyfikowana z „rabunku z ciężkim uszkodzeniem ciała i gwałtem” na „usiłowanie zabójstwa z premedytacją”. 26 lipca przeprowadzono wizję lokalną z udziałem Iryny Kraszkowej, mającą na celu odtworzenie biegu wydarzeń, które miały miejsce w noc gwałtu.
29 listopada 2013 roku Sąd Obwodowy w Mikołajowie uznał gwałcicieli za winnych zarzucanych im czynów i skazał ich na karę od 5 do 15 lat pozbawienia wolności.

### Sprawy wykryte przy okazji wydarzeń we Wradijiwce
Jak zauważył dziennikarz Wołodymyr Bojko, 18 czerwca milicjanci z Wradijiwki wzięli udział w próbie przejęcia prywatnego przedsiębiorstwa rolnego „Agrofirm Kornaćkych” we wsi Czausowe Druhe w rejonie perwomajskim obwodu mikołajowskiego, a Jewhen Dryżak był w tej wsi dzielnicowym. Zrabowane ziarno zostało ukryte we wradijiwskim elewatorze zbożowym.
25 lipca wyszło na jaw, że działania Dmytro Poliszczuka i Jewhena Dryżaka z czerwca 2013 roku ujawniły szereg innych przestępstw popełnionych podczas ich służby w milicji.